# 莱顿·休伊特
莱顿·格連·休伊特，AM（1981年2月24日—），澳洲前職業網球運動員，他曾高據ATP單打最高世界排名第一 (80週,也是2001年及2002年ATP單打年終第一)，贏得過兩座大滿貫 (2001年美網、2002年溫布頓) 和兩座大師盃 (2001年及2002年) 在內共30個ATP單打冠軍。獎金收入超過2千萬美元。
他在2016年初正式宣佈退役，及後於2021年被引薦成為國際網球名人堂成員。
休伊特自2002年温布尔登後，再沒有奪得大滿貫男單冠軍。2003年，他的戰績更出現大倒退，他在温布尔登男單首輪比賽中，爆冷負於當年還是藉藉無名的克羅地亞資格賽晉級球員，使之成為賽會126年來首位首輪出局的衛冕冠軍。在2004年美網和2005年澳網連續兩個大滿貫男單比賽，他均能成功打入決賽，結果分別負於當時世界第一的和狀態回勇的，奪得亞軍。
休伊特曾連續十年（1998–2007年）夺得ATP单打冠军。在2008年賽季因臀部傷勢所困擾，需要接受左臀手術，使他自從1998年轉職業以來首度單季無冠軍進帳，也使得世界排名逐漸下滑至70名之外，並在2009年澳網男單首輪賽事以盤數2-3敗給了2007年男單亞軍選手智利籍而遭淘汰，這也是他自從2002年賽事因長出水痘導致首輪出局後，再一次在澳網首輪出局。
2009年4月，休伊特在侯斯頓的美國男子紅土錦標賽男單決賽中，以直落兩盤（比分 6–2、7–5），擊敗本土球員韋恩·奧德斯尼克，繼2007年後，再度奪得ATP单打冠军，這也是他個人繼1998年奪得的美國德雷海灘賽事男單冠軍後，另一個紅土比賽的男單冠軍。2010年6月，他在德國哈雷網球公開賽決賽中，擊敗世界第二費德勒而奪冠，結束自2003年戴维斯杯以來的15連敗。
2016年1月21日，澳洲網球公開賽第二輪以2比6、4比6、4比6不敵第8種子大衛·費雷爾，正式高掛球拍，告別滿場球迷的支持與其18年的單打職業網球回憶。
2016年温布尔登网球锦标赛他和喬丹·湯普森搭檔雙打，在第二輪輸給了華塞克·波斯比希爾和傑克·索克，正式結束了他的職業網球生涯。

## 技術分析
休伊特是一位防禦型底線型球員，甚少發球上網。由於他擅長防守反擊和借力使力，所以他是少數能在快速球場（草地和硬地）取得佳績的底線防禦型球員，反而在一般底線防禦型球員較具競爭優勢的慢速球場（紅土）戰績一般。
由於他移動速度快和具有跑不死的精神，故他又有「澳洲野兔」這個外號。
他被認為是發球上網型球員的終結者，事實他崛起的2000年代，ATP的發球上網型球員也顯著減少。他對很多發球上網著名球員，都有較佳的對賽成績：
- ：5-4
- ：1-0
- ：3-0
- ：3-1
- ：9-1
- 菲利普西斯：3-1
- （2003年或以前）：7-2

## 個人行為
他是繼約翰·馬克安諾後，個人行為極受爭議的ATP年終球王。和馬克安諾一樣，休伊特喜歡用言語，主動地挑撥對手，影響對手的比賽情緒。
他在球場上的口頭蟬是C'mon（來吧！），不少球員認為他經常在球場上挑釁對手，所以對手和他不時發生口角。他曾多次在ATP巡迴賽和台維斯盃的賽事中和阿根廷球員口角，甚至指責對手吃禁藥以及是癮君子，結果他被阿根廷大眾認為是全民公敵。
另外，在2001年的法國公開賽中罵對方大腦性麻痺，結果被罰款及被邀請到一間復康中心參觀以示懲罰。

## 退休
世界第308的34歲澳洲老將休威特，曾經在2001–2003年期間高居世界第1，並且拿下2001年美網和2002年溫布頓男單冠軍。從1997年開始參加澳網以來，連續二十年都沒有缺席，將在2016年澳網後正式退休。
2016年1月，在澳洲網球公開賽第一輪耗時2小時26分以7-6(5)、6-2、6-4擊敗23歲的同胞詹姆斯·達克沃思，也讓休威特準備要退休儀式得再押後。
2016年1月21日，澳洲網球公開賽第二輪以2比6、4比6、4比6不敵第8種子大衛·費雷爾，正式高掛球鞋，告別滿場球迷的支持與其18年的職業網球回憶。
休伊特退休文：
「我站出來，一如往常拿出全力，沒有留下任何一點在休息室，這是我在自己職業生涯中能感到驕傲的事，我付出100%的努力了。我很愛在這出賽並競爭，在這麼棒的觀眾面前於Rod Laver Arena球場出賽，永遠不是一件難事，這裡對我來說就像是第2個家，我很幸運能連續20年有這樣機會。」

## 大满贯

### 男單冠軍（2）
| 年份 | 比賽   | 場地 | 決賽對手 | 對手國籍 | 勝方比分       |
| ---- | ------ | ---- | -------- | -------- | -------------- |
| 2001 | 美网   | 硬地 |          | 美國     | 7-64, 6-1, 6-1 |
| 2002 | 溫布頓 | 草地 |          | 阿根廷   | 6-1, 6-3, 6-2  |

### 男單亞軍（2）
| 年份 | 比賽 | 場地 | 決賽對手 | 對手國籍 | 勝方比分           |
| ---- | ---- | ---- | -------- | -------- | ------------------ |
| 2004 | 美网 | 硬地 |          | 瑞士     | 6-0, 7-63, 6-0     |
| 2005 | 澳网 | 硬地 |          | 俄羅斯   | 1-6, 6-3, 6-4, 6-4 |

### 男雙冠軍（1）
| 年份 | 比賽 | 場地 | 搭檔                 | 決賽對手                        | 勝方比分       |
| ---- | ---- | ---- | -------------------- | ------------------------------- | -------------- |
| 2000 | 美網 | 硬地 | 米爾尼 （ 白俄羅斯） | 費雷拉（ 南非）和 利奇（ 美國） | 6–4, 5–7, 7–65 |

### 混雙亞軍（1）
| 年份 | 比賽   | 場地 | 搭檔                     | 決賽對手                      | 勝方比分  |
| ---- | ------ | ---- | ------------------------ | ----------------------------- | --------- |
| 2000 | 溫布頓 | 草地 | 克莱斯特尔斯 （ 比利時） | 波（ 美國）和 約翰松（ 美國） | 6–4, 7–63 |

## ATP年終賽

### 冠軍（2）
| 年份 | 舉行地點     | 決賽對手 | 對手國籍 | 勝方比分                |
| ---- | ------------ | -------- | -------- | ----------------------- |
| 2001 | 澳大利亚雪梨 |          | 法國     | 6-3, 6-3, 6-4           |
| 2002 | 中國上海     |          | 西班牙   | 7-5, 7-5, 2-6, 2-6, 6-4 |

### 亞軍（1）
| 年份 | 舉行地點 | 決賽對手 | 對手國籍 | 勝方比分 |
| ---- | -------- | -------- | -------- | -------- |
| 2004 | 美国     |          | 瑞士     | 6-3, 6-2 |

## ATP巡迴賽

### 單打

#### 冠軍（30）
- 1998年（1）- 阿德莱德
- 1999年（1）- 德拉海滩
- 2000年（4）- 阿德雷德、雪梨（愛迪達國際賽）、亞利桑那州斯科茨代尔（网球频道公开赛）、女王杯
- 2001年（6）[2]- 雪梨（愛迪達國際賽）、女王杯、斯海爾托亨博斯（大獎賽）、美網、東京（AIG日本公開賽）、大師盃
- 2002年（5）[3]- ATP印第安泉1000大師賽 A（太平洋生命公開賽）、圣荷塞（Siebel公開賽）、女王杯、溫布頓、大師盃
- 2003年（2）- ATP印第安泉1000大師賽 A（太平洋生命公開賽）、亞利桑那州斯科茨代爾（網球頻道公開賽）
- 2004年（4）- 雪梨（Medibank 國際公開賽）、鹿特丹（荷蘭銀行世界網球賽）、長島（康涅狄格州公開賽）、華盛頓（萊格·梅森網球精英賽）
- 2005年（1）- 雪梨（Medibank 國際公開賽）
- 2006年（1）- 女王杯
- 2007年（1）- 拉斯維加斯（网球频道公开赛）
- 2009年（1）- 侯斯頓（美國男子紅土錦標賽）
- 2010年（1）- 哈雷（蓋里韋伯公開賽）
- 2014年（2）- 布里斯班、紐波特（名人堂公開賽）

^  注解A：為ATP大師賽 （共2項冠軍）

#### 亞軍（16）
- 1999年（3）- 阿德雷德、里昂、亞利桑那州斯科茨代爾（網球頻道公開赛）
- 2000年（1）- ATP史圖加特1000大師賽 B
- 2002年（2）- ATP辛辛那提1000大師賽 B（西南財團大師賽）、ATP巴黎1000大師賽 B
- 2003年（1）- 洛杉磯（梅塞德斯-朋馳盃）
- 2004年（3）- ATP辛辛纳提1000大師賽 B（西南財團大師賽）、美網、大師盃
- 2005年（2）- ATP印第安泉1000大師賽 B、澳網
- 2006年（2）- 拉斯維加斯（网球频道公开赛）、圣荷塞（SAP公开赛）
- 2012年（1）- 紐波特（名人堂公開賽）
- 2013年（1）- 紐波特（名人堂公開賽）

^  注解B：為ATP大師賽 （共5項亞軍）

### 雙打冠軍（3）
- 2000年（2）- 印第安那波利斯（RCA錦標賽）、美網
- 2014年（1）- 紐波特（名人堂公開賽）

### 團體

#### 世界團體盃
- 2001年冠軍

#### 戴维斯杯
除了職業賽事外，休伊特曾代表澳大利亚參加戴维斯杯，更在1999年和2003年協助澳大利亚在戴维斯杯奪得冠軍。
- 1999年決賽勝法國3:2
- 2003年決賽勝西班牙3:1

## 歷年世界排名

### ATP單打年終世界排名
| 年份                     | 97  | 98  | 99 | 00 | 01 | 02 | 03 | 04 | 05 | 06 | 07 | 08 | 09 | 10 | 11  | 12 | 13 | 14 | 16  | 16  |
| ------------------------ | --- | --- | -- | -- | -- | -- | -- | -- | -- | -- | -- | -- | -- | -- | --- | -- | -- | -- | --- | --- |
| ATP男子單打 年終世界排名 | 550 | 100 | 25 | 7  | 1  | 1  | 17 | 3  | 4  | 20 | 21 | 67 | 22 | 54 | 186 | 83 | 60 | 50 | 307 | 633 |

### 80週ATP單打世界排名第一
| 球王任期                      | 前任球王 | 繼任球王 | 連續週數 | 累積週數 |
| ----------------------------- | -------- | -------- | -------- | -------- |
| 2001年11月9日 - 2003年4月27日 |          | 阿格西   | 75週     | 75週     |
| 2003年5月12日 - 2003年6月15日 | 阿格西   | 阿格西   | 5週      | 80週     |

## 外部連結
- 官方网站
- 莱顿·休伊特（英文/西班牙文）的官方資料
- 莱顿·休伊特的國際網球總會 職業／青少年 官方資料（英文）
- 莱顿·休伊特的官方資料（英文）
- Lleyton Hewitt – Player Profiles - Players and Rankings - News and Events - Tennis Australia （页面存档备份，存于） （英文）
- 莱顿·休伊特的X（前Twitter）
- Lleyton Hewitt 2001 win-loss record